# Malmizsi járás

A Malmizsi járás a Kirovi területen

A Malmizsi járás (oroszul Малмыжский район, mari nyelven Малмыж кундем) Oroszország egyik járása a Kirovi területen. Székhelye Malmizs.

## Népesség
- 1989-ben 35 618 lakosa volt.
- 2002-ben 32 070 lakosa volt, melynek 24%-a mari.
- 2010-ben 26 757 lakosa volt, melyből 12 016 orosz, 8 751 tatár, 4 257 mari, 1 271 udmurt.